# Asociación Atlética Estudiantes
Asociación Atlética Estudiantes, auch bekannt als Estudiantes de Río Cuarto ist ein argentinischer Sportverein aus Río Cuarto in der Provinz Córdoba, der hauptsächlich für seine Fußballabteilung bekannt ist. Der 1912 gegründete Verein wird als Celeste oder  León del Imperio bezeichnet.

## Geschichte
Asociación Atlética Estudiantes wurde 1912 gegründet und widmete sich dem kulturellen und sportlichen Austausch. Das erste offizielle Fußballspiel fand 1916 gegen Universitario de Córdoba statt. Der Verein gewann ein Jahr später das erste von der Federación de Football de Río Cuarto organisierte Turnier. Ein wichtiges Ereignis war die Stadioneröffnung im Jahr 1938, bei der Estudiantes Argentino de Marcos Juárez mit 8:1 besiegte. 1945 erwarb der Verein eine eigene Lokalität und baute 1948 die Vereinszentrale an der Avenida España. 1966 wurde die Osttribüne eingeweiht, und 1975 folgten neue Umkleideräume. In den 1980er Jahren gewann das Team drei Jahre in Folge das Torneo Regional, das für die Aufstiegsspiele zur Primera División  qualifizierte, jedoch scheiterte Estudiantes jeweils.
Ein aktuell bedeutender Erfolg kam 2016 mit dem Aufstieg in das Torneo Federal A. Am 5. Mai 2019 gewann Estudiantes den Meistertitel im pentagonalen Finale des Torneo Federal A und stieg somit erstmals in die Primera Nacional B auf.

## Stadion
Estudiantes trägt seine Heimspiele im 9000 Zuschauer fassenden Estadio Ciudad de Río Cuarto Antonio Candini aus. Das Stadion wurde 1938 eröffnet.

## Erfolge
- Torneo Regional: 1983, 1984, 1985
- Torneo Federal A: 2018/19

## Weitere Sportarten
Neben Fußball bietet der Verein auch Basketball, Handball, Hockey, Tennis und Geräteturnen an.